# Grafweg (Halver)
Grafweg ist eine Hofschaft in Halver im Märkischen Kreis im Regierungsbezirk Arnsberg in Nordrhein-Westfalen (Deutschland).

## Lage und Beschreibung
Grafweg liegt im Westen des Halveraner Stadtgebietes nahe der Stadtgrenze zu Radevormwald. Die Nachbarorte sind Hakenberg, Stieneichhofen, Nordeler Schleifkotten, Nordeln, Hartmecke, Burbach, Ahe und Holte.
Der Ort ist über einen Satz von Nebenstraßen erreichbar, die bei Schwenke von der Bundesstraße 229 abzweigt und weitere benachbarte Ortschaften anbindet. Der Bach Hartmecke, ein Nebenfluss der Ennepe, fließt an dem Ort vorbei.

## Geschichte
Grafweg wurde erstmals 1410 urkundlich erwähnt, die Entstehungszeit der Siedlung wird aber für den Zeitraum zwischen 1050 und 1200 infolge der Rodungsphase nach der hochmittelalterlichen Territorialbildung vermutet. Grafweg war ein Unterhof von Stieneichhofen.
Um 1500 ist durch Urkunden belegt, dass der Hof Grafweg dem bergischen Amt Beyenburg abgabenpflichtig war. Die Gerichtsbarkeit des Hofs unterstand einem extra für die bergischen Höfe im ansonsten märkisch beherrschten Kirchspiel Halver bestellten bergischem Richter, was häufig zu Streit mit dem für das Kirchspiel eigentlich zuständigen märkischen Gografen führte.
1818 lebten zehn Einwohner im Ort. 1838 gehörte Grafweg der Eickhöfer Bauerschaft innerhalb der Bürgermeisterei Halver an. Der laut der Ortschafts- und Entfernungs-Tabelle des Regierungs-Bezirks Arnsberg als Hof kategorisierte Ort besaß zu dieser Zeit zwei Wohnhäuser, zwei Fabriken bzw. Mühlen und ein landwirtschaftliches Gebäude. Zu dieser Zeit lebten 14 Einwohner im Ort, allesamt evangelischen Glaubens.
Das Gemeindelexikon für die Provinz Westfalen von 1887 gibt eine Zahl von acht Einwohnern an, die in zwei Wohnhäusern lebten.
Spätestens seit dem Frühmittelalter (nach anderen Angaben seit vorgeschichtlicher Zeit) verlief östlich von Grafweg eine wichtige Altstraße von Wipperfürth nach Breckerfeld vorbei. Östlich vom Ort befindet sich auf dem Bollberg ein Ringwall, der nach Ausgrabungen (Keramikfunde aus dem 9. Jahrhundert) und neueren Forschungen als fränkische Ausbau- und Fliehburg zur Sicherung diese Altstraße gedeutet wird.
Westlich von Grafweg befand sich bis 2002 auf der Stadtgrenze zu Radevormwald auch die Standortmunitionsniederlage Wuppertal der Bundeswehr.